# Alberto Collo
Alberto Collo (* 6. Juli 1883 in Piobesi Torinese; † 7. Mai 1955 in Turin) war ein italienischer Schauspieler, der zu Stummfilmzeiten große Erfolge feiern konnte.

## Leben
Collo stammt aus einer bologneser Familie und war zunächst Friseurlehrling, als er sich 1907 der Schauspielgruppe um Mario Testa anschloss, die Dialektstücke aufführte. Bald schon stand er bei Arturo Ambrosio unter Vertrag, der ihn in Kleinrollen einiger kurzer Komödien für die Kinos einsetzte. 1909 wechselte Colli zur Itala Film von Giovanni Pastrone – nun als Double von André Deed und bald als Primadonna der Truppe, wofür er wegen seiner femininen Gesichtszüge und ätherischen Ausstrahlung verwendet wurde. Weitere Stationen seiner Stummfilmkarriere waren 1910 die Savoia Film, zwei Jahre darauf das Celio di Roma, die Caesar ab 1914 und kurze Zeit später die Tiber. In der italienischen Kinokrise der 1920er Jahre formierte er mit seinem Partner und Regisseur Emilio Ghione ein Bühnenensemble, mit dem er bis 1928 verschiedene Provinztourneen unternahm.
Als einer der „Schönlinge“ des italienischen Stummfilmkinos spielte er in bedeutende Filmwerken, so neben Francesca Bertini in Assunta Spina (1915), neben Maria Jacobini in Sfinge (1917) und Anima tormentata (1918), beide von Mario Caserini und neben Italia Almirante in L’arzigigolo von Mario Almirante aus dem Jahr 1924. Nach Einführung des Tonfilms konnte Collo in keiner Weise an seine Erfolge anknüpfen und erhielt nur noch rare und recht unbedeutende Rollen im zweiten und dritten Glied und erst ab 1950 wieder häufiger – zwischen 1926 und 1949 drehte er nur vier Filme.
Völlig mittellos und ernsthaft erkrankt wurde Collo erst 1954 durch eine Radiosendung der Reihe „Ciak“ wieder ins Bewusstsein der Öffentlichkeit gebracht, in der für ihn Spenden gesammelt wurden. Auch der italienische Staatspräsident unterstützte den Schauspieler, dessen dadurch ermöglichter Krankenhausaufenthalt allerdings nicht erfolgreich verlief.

## Filmografie (Auswahl)
- 1912: Chi di spada ferisce
- 1915: Assunta Spina
- 1917: Sfinge
- 1918: Anima tormentata
- 1924: L’arzigiolo
- 1926: Die große Zirkuskatastrophe (Maciste nella gabbia dei leoni)
- 1951: Geschlossene Gardinen (Persiane chiuse)
- 1951: Zu spät, Dr. Marchi (Il bivio)
- 1953: Die Geliebte (Traviata '53)
- 1955: Die Rache der schwarzen Maske (Le avventure di Cartouche)